# George Hardy (Eishockeytrainer)
William George Hardy, CM (* 3. Februar 1895 in Oakwood, Ontario; † 28. August 1979 in Edmonton, Alberta) war ein kanadischer Eishockeytrainer und -funktionär.

## Karriere
George Hardy machte seinen Abschluss an der University of Toronto. Von 1920 bis 1964 war er an der University of Alberta tätig. Er begann als Lecturer für Klassische Altertumswissenschaft und war von 1938 bis zum Ende seiner Universitätslaufbahn hauptverantwortlich für diesen Bereich. Von 1922 bis 1926 war er zudem Trainer der Golden Bears, der Eishockeymannschaft der University of Alberta und half bei der Umsetzung des Baus einer überdachten Eisarena im Jahr 1927. Er engagierte sich sehr als Mitglied der Alberta Amateur Hockey Association. Von 1938 bis 1940 war er als Präsident der Canadian Amateur Hockey Association tätig und vertrat Kanada bei der Internationalen Eishockey-Föderation IIHF. Von 1947 bis 1948 war er Vize-Präsident der IIHF sowie anschließend von 1948 bis 1951 drei Jahre lang deren Präsident. Im Jahr 1973 wurde er aufgrund seiner Verdienste für das Bildungssystem und das Amateur-Eishockey in Kanada als Member in den Order of Canada aufgenommen und erhielt von der University of Alberta die Ehrendoktorwürde. Postum wurde er zudem 1987 in die University of Alberta Sports Wall of Fame sowie 1989 in die Alberta Sports Hall of Fame aufgenommen.

## Auszeichnungen
- 1973 Aufnahme als Member in den Order of Canada
- 1987 Aufnahme in die University of Alberta Sports Wall of Fame
- 1989 Aufnahme in die Alberta Sports Hall of Fame